# Пневмоника
Пневматична струйна техника или Пневмоника е област от пневматичната техника, която обхваща приемането, предаването и преработването на информация чрез въздушни или газови течения. Чрез пневматична струйна техника се получават всички основни логически операции за синтез на системи за автоматично управление, както и чувствителни елементи за събиране на първична технологична информация. Пневматичната струйна техника се характеризира с миниатюрност на елементите, дълготрайност, устойчивост срещу различни смущения. Приложение – при автоматично управление на машини, технологични процеси и други. Могат да се реализират различни логически схеми като „И“, „ИЛИ“, тригери и други, както и аналогови елементи.

## Принцип на работа
Струйните елементи могат да използват различни известни хидро-аеродинамични ефекти:
- Взаимодействие между перпендикулярни струи
- Взаимодействие между насрещни струи
- Взаимодействие между струи и твърди повърхнини (например ефект на Коанда)
- Взаимодействие между струи и вихрови течения
- Взаимодействие между струи и пластини
- Турболизиране на ламинарна струя

### Усилвател
Показан е начина на работа на струйния усилвател. Флуида, който се подава може да бъде въздух, вода или други се подава от долу. Налягането, което се подава към управляващите входове C1 или C2 отклонява основния поток, така че той излиза или от изход O1 или от O2. Потокът, който се подава на управляващите входове може да е много по-слаб от основния поток.

## Производство
Каналите в елементите със струйна логика се изработват чрез фрезоване, ецване или шприцване.

## Предимства и недостатъци

### Предимства
Основните предимства на тези елементи са висока надежност и нечувствителност към топлинни промени, йонизиращо лъчение и вибрации. Няма подвижни части като други пневматични и хидравлични елементи и не се износва. Поради това са намерили приложение в самолетостроене и космическа техника, военна техника и медицина.

### Недостатъци
Недостатък е много ниската скорост на работа спрямо електронните елементи.

## Развитие в България
В България работата в тази област първо започва в Института по техническа кибернетика при БАН през 1964 г. с извършване на проучване за възможностите на флуидиката.